# Loir y Cher
Loir y Cher (41; en francés Loir-et-Cher) es un departamento francés situado en la región de Centro-Valle de Loira. Toma su nombre de los ríos homónimos.
Su gentilicio en francés es Loir-et-Chériens.

## Geografía
- Limita al norte con Eure y Loir, al noreste con Loiret, al sureste con Cher, al sur con Indre y al oeste con Indre y Loira y Sarthe.
- Además de los ríos Loir y Cher que le dan nombre, lo atraviesa el Loira. Otros ríos del departamento son el Cosson, el Beuvron y el Sauldre.

## Demografía
| 1801    | 1831    | 1841    | 1851    | 1856    | 1861    | 1866    |
| ------- | ------- | ------- | ------- | ------- | ------- | ------- |
| 209.957 | 235.750 | 249.462 | 261.892 | 264.043 | 269.029 | 275.757 |
| 1872    | 1876    | 1881    | 1886    | 1891    | 1896    | 1901    |
| 268.801 | 272.634 | 275.713 | 279.214 | 280.392 | 278.153 | 275.538 |
| 1906    | 1911    | 1921    | 1926    | 1931    | 1936    | 1946    |
| 276.019 | 271.231 | 251.528 | 248.099 | 241.592 | 240.908 | 242.419 |
| 1954    | 1962    | 1968    | 1975    | 1982    | 1990    | 1999    |
| 239.824 | 250.741 | 267.896 | 283.686 | 296.220 | 305.937 | 314.968 |

Las principales ciudades del departamento son (datos del censo de 1999):
- Blois: 49.171 habitantes, 65.989 en su aglomeración.
- Vendôme: 17.707 habitantes, 23.623 en su aglomeración.
- Romorantin-Lanthenay: 18.350 habitantes, su aglomeración se compone de esta única comuna.